# Jardín de Aclimatación de Le Mourillon
El Jardín de Aclimatación de Le Mourillon (en francés : Jardin d'acclimatation du Mourillon) es un arboreto y jardín botánico histórico de unos 8,000 m² de extensión, situado en Le Mourillon, Toulon, Francia.

## Localización
Jardin d'acclimatation du Mourillon, 1053 Littoral Frédéric Mistral, Le Mourillon, Toulon, Var, Provence-Alpes-Côte d'Azur, France-Francia.
Planos y vistas satelitales43°6′31.68″N 5°56′47.04″E / 43.1088000, 5.9464000
Está abierto a diario y la entrada es gratuita.

## Historia
El jardín fue fundado en 1887 bajo la dirección de la Société d'Horticulture et d'Acclimatation du Var, y abierto al público en 1889. 
Fue gravemente dañado durante los bombardeos de la Segunda Guerra Mundial en 1944, ha sido rehabilitado bajo la administración municipal que comenzó en 1947, con renovaciones de diseño en 1988 y otra vez en 1998 para celebrar el centenario del jardín.
En el jardín se encuentra un bajo relieve del perfil del poeta Frédéric Mistral, una estatua de mármol del poeta alemán Heinrich Heine obra del escultor Danés Louis Hasselriis (1844-1912) hecha para Isabel de Baviera, y un monumento conmemorativo a los marineros desaparecidos en el mar.

## Colecciones
El jardín alberga actualmente aún numerosos árboles plantados a inicios de la década de 1900. Contiene unas buenas colecciones de:
- Palmas (Butia, Phoenix canariensis, Washingtonia, palmas del género Trachycarpus, y palmas enanas),
- Plantas de hoja perenne (Cinnamomum camphora, Cocculus laurifolius, Photinia serrulata, mimosa, Lagunaria patersonii, y Grevillea),
- Árboles caducifolios (catalpa, Populus alba, Koelreuteria paniculata, Maclura pomifera).
- Especies en plantación en las cuales se incluyen Liliaceae (agave, cordyline, dasylirion, dracaena, yucca), cactus, y cicadas (Cycas, Dioon, Encephalartos), además de Cocculus laurifolius, euonymus, Nerium oleander, etc.